# Hesselager (plaats)
Hesselager is een plaats in de Deense regio Zuid-Denemarken, gemeente Svendborg. De plaats telt 865 inwoners (2008). Kerkelijk hoort het dorp bij de parochie Hesselager. De dorpskerk dateert uit het begin van de 12e eeuw.

## Station

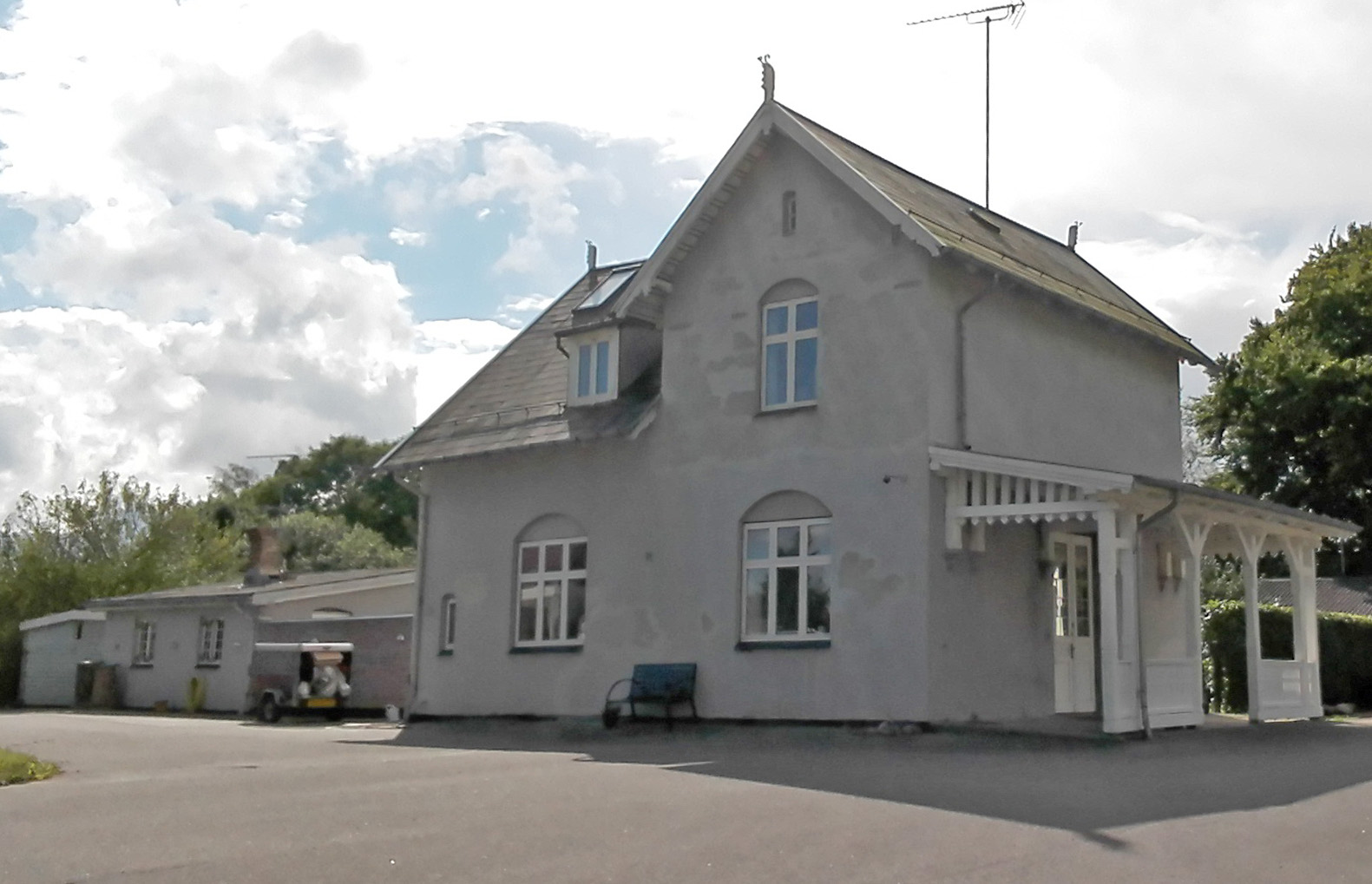
Voormalig station

Hesselager ligt aan de voormalige spoorlijn Svendborg - Nyborg. De spoorlijn werd in 1964 gesloten, maar het station is nog steeds aanwezig.